# Witstaartboszanger
De witstaartboszanger (Phylloscopus intensior synoniem: Phylloscopus davisoni) is een zangvogel uit de familie Phylloscopidae.

## Verspreiding en leefgebied
Er zijn twee ondersoorten:
- P. i. muleyitensis: in China, Midden-Laos, Myanmar, Noordwest-Thailand en Midden-Vietnam.
- P. i. intensior: in Zuidoost-Thailand en Zuidwest-Cambodja